# Troy Brown (cestista 1971)
Troy Sidney Brown (Lynn, 3 aprile 1971) è un ex cestista statunitense, professionista in Europa e in Sudamerica.

## Carriera
È stato selezionato dagli Atlanta Hawks al secondo giro del Draft NBA 1995 (45ª scelta assoluta).